# Wacław Męczkowski

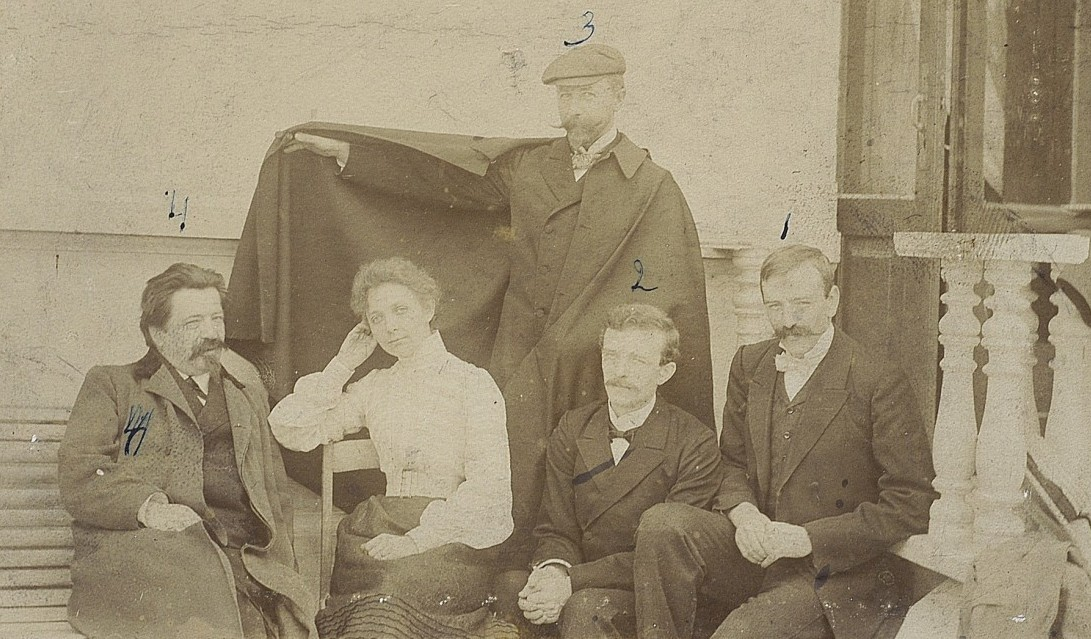
Wacław Męczkowski (pierwszy z lewej) w grupie lekarzy Zakładu Leczniczego w Nałęczowie (1903)

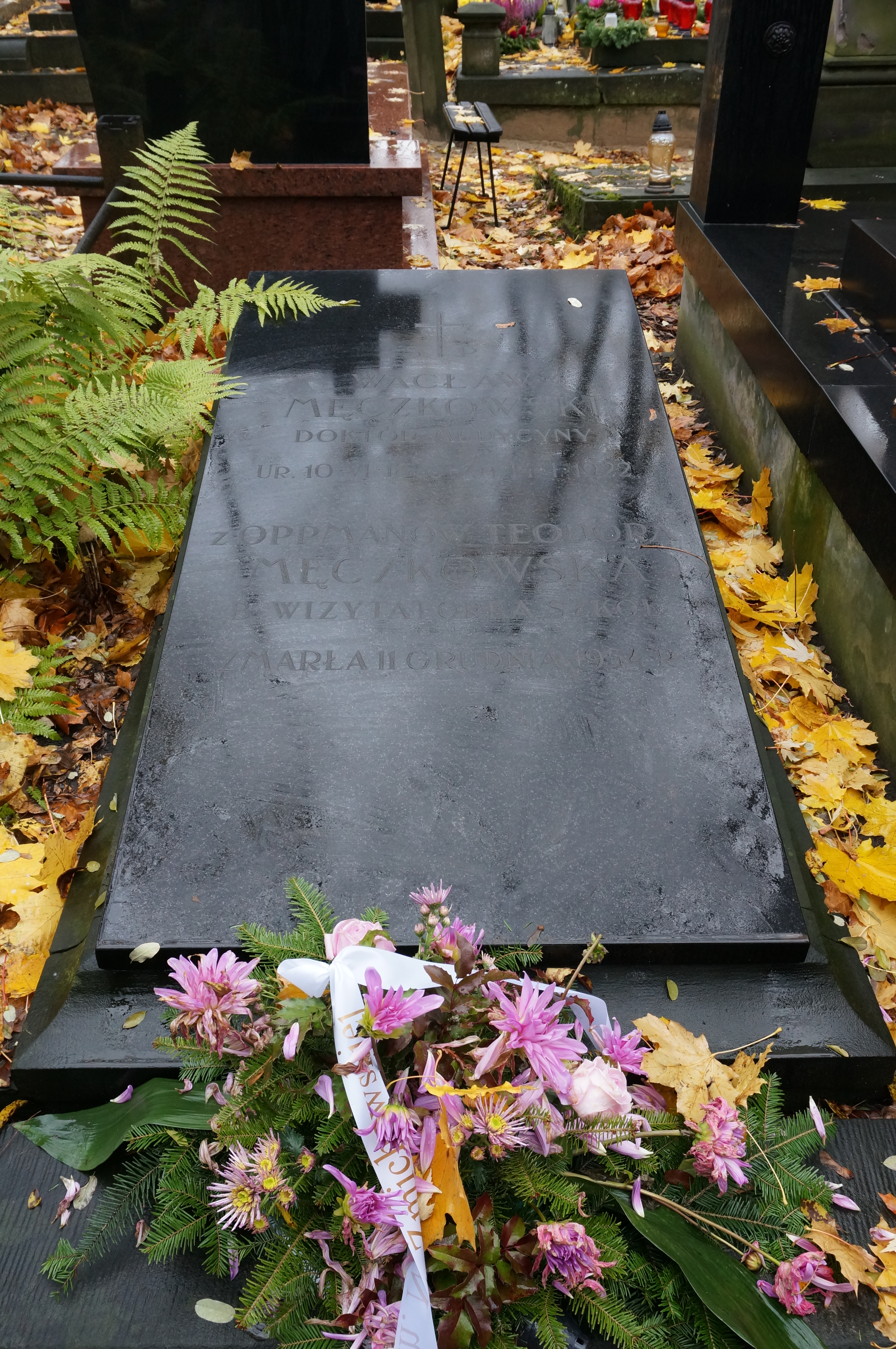
Grób Wacława Męczkowskiego na cmentarzu Powązkowskim

Wacław Męczkowski (ur. 10 czerwca 1862 w Stoczku Łukowskim, zm. 14 stycznia 1922 w Warszawie) – polski lekarz neurolog, higienista, historyk medycyny, naczelnik wydziału szpitalnictwa m. st. Warszawy, działacz postępowy 

## Życiorys
Ukończył szkołę średnią w Siedlcach, nagrodzony złotym medalem. Rozpoczął studia na Wydziale Matematycznym Cesarskiego Uniwersytetu Warszawskiego, po dwóch latach za udział w zamieszkach studenckich (schodka Apuchtinowska) został wydalony z uczelni. Przez kolejne pięć lat pracował jako nauczyciel prywatny w Siedlcach i urzędnik kolejowy w Radomiu. W 1889 otrzymał zgodę na kontynuowanie studiów jako wolny słuchacz, dyplom lekarski otrzymał w 1894. Pracował w Szpitalu Dzieciątka Jezus jako asystent na oddziale Kazimierza Chełchowskiego, w 1896 roku uzupełniał studia w dziedzinie neurologii w Berlinie, u Oppenheima, Goldscheidera, Mendla i Leydena. W 1907 został ordynatorem Szpitala Dzieciątka Jezus, w 1910 lekarzem w filii szpitala przy ul. Złotej.
Był działaczem tajnych organizacji oświatowych i politycznych – Związku Młodzieży Polskiej „Zet”, Ligi Narodowej. Był wiceprezesem utworzonego w 1906 w Królestwie Kongresowym Towarzystwa Kultury Polskiej. Działacz Związku Postępowo-Demokratycznego, a następnie Polskiej Partii Postępowej członek warszawskiej loży wolnomularskiej Wyzwolenie, powstałej w 1910. Był członkiem utworzonego w 1914 Centralnego Komitetu Obywatelskiego w Warszawie. 
Jego żoną była Teodora z Oppmanów (1870–1954). Nie mieli dzieci.
Pochowany jest na cmentarzu Powązkowskim (kwatera L-IV-29).

## Wybrane prace
- W sprawie leczenia tężca surowicą, 1902
- Porażenie wielu nerwów obwodowych po zaczadzeniu: porażenie następcze nerwu bloczkowego (n. trochlearis), 1902
- Stan i potrzeby szpitali Królestwa Polskiego, 1905
- O tętniakach (aneuryzmatach) naczyń mózgowych, 1906
- Kartki z niedalekiej przeszłości: ostatnie lata Rady Głównej Opiekuńczej, 1906
- Prowizorowie szpitalni w dawnej Polsce: przyczynek do dziejów magistratury naszej, 1907
- Sprawa Funduszów Instytutowych wypożyczonych w roku 1831 przez Rząd Narodowy. Warszawa, 1909